# Хроногеометрия
Хроногеоме́трия в понимании А. Д. Александрова — это область геометрических исследований, и занимается она установлением
природы обнаруживаемой нами четырёхмерной псевдоевклидовой геометрии мира событий Минковского (пространства-времени).
Основной задачей хроногеометрии является не получение следствий из факта псевдоевклидовости (псевдоримановости) структуры пространства-времени, а выяснение того, как и почему мир событий имеет псевдоевклидову (псевдориманову) структуру.

## История
Одним из традиционно важных занятий философии и классической науки считалось выявление как можно меньшего числа исходных положений, на которых основывалась любая сколь-нибудь значимая научная теория. Такие исходные положения получили названия аксиом,
или постулатов. Наиболее древней аксиоматически изложенной наукой считается геометрия Евклида.
Практически с самых первых лет появления специальной теории относительности (СТО) начались поиски аксиом, лежащих в основе этой теории. Наиболее значительными этапами на пути аксиоматизации СТО являются работы Германа Минковского и Альфреда Робба.
В середине 1950-х годов А. Д. Александров предложил программу построения аксиоматической специальной теории относительности на основе следующих основных положений:
- пространство-время есть многообразие всех событий, взятое лишь с точки зрения его структуры, определенной системой отношений предшествования, в отвлечении от всех иных свойств;
- пространство-время есть четырёхмерное многообразие;
- пространство-время максимально однородно, то есть группа его преобразований, сохраняющих отношение предшествования, максимальная из всех возможных.

В 1970-80-е годы А. Д. Александрову удалось привечь к реализации своей программы группу молодых математиков, обучавшихся в Новосибирском государственном университете. Этот коллектив, работавший на протяжении почти двадцати лет, представлял уникальное научное содружество, посвятившее свои силы и ум выявлению оснований самой значительной физической теории XX века. Плодом его многолетней деятельности стали различные изощренные теоремы и полученные с их помощью разнообразные аксиоматики теории относительности.
В группу А. Д. Александрова входили:
Р. И. Пименов,
Ю. Ф. Борисов,
А. К. Гуц,
А. В. Кузьминых,
А. В. Шайденко,
А. В. Левичев,
В. К. Ионин,
С. Н. Астраков.